# Eamon Martin
Eamon Columba Martin (n. Derry, Irlanda del Norte, 30 de octubre de 1961) es un arzobispo católico, matemático, director de orquesta, profesor, filósofo y teólogo Irlandés.

## Biografía

### Primeros años
Nació un 30 de octubre del año 1961 en la ciudad de Derry, situada en el Condado de Londonderry (Irlanda del Norte). Es hijo de Catherine Crossan y de John James Martin, ambos nativos del Condado de Donegal (Irlanda), al igual que sus abuelos. Su familia es numerosa ya que tiene seis hermanas y cinco hermanos. Él creció en el barrio de Pennyburn.

### Formación
Después de asistir a la escuela de primaria pasó al colegio «St Columb's College» de su barrio, donde obtuvo un gran interés por la música, especialmente por el canto y el trombón. Luego estuvo en el colegio seminario «St Patrick's College» y más tarde en la Universidad de Maynooth, en la cual se licenció en Matemáticas y Teología. Durante esta época fue miembro del coro universitario y en el último año de su carrera se convirtió en director de orquesta.

### Sacerdocio
El día 28 de junio de 1987 fue ordenado sacerdote para la Diócesis de Derry, por el entonces obispo Edward Daly.
Tras su ordenación comenzó su ministerio sacerdotal como vicario de la Catedral de San Eugenio.
Luego en 1989 realizó un postgrado por la Universidad de la Reina de Belfast, donde obtuvo un certificado de postgrado en enseñanza.
Al tener esta titulación pasó a trabajar como profesor de Matemáticas y Religión en el «St Edmund's College» de la Universidad de Cambridge, hasta 1998 que continuó con su formación en esa misma institución donde obtuvo una maestría en Filosofía.
Tiempo más tarde pasó a ser Presidente del «St Columb's College» en el cual estudió. Este cargo lo ocupó hasta el 2008 que fue nombrado decano y secretario general de la Conferencia Episcopal Irlandesa. Luego en 2010 fue vicario general de la Diócesis de Derry y el 23 de noviembre de 2011 tras la renuncia del obispo Séamus Hegarty, fue elegido administrador diocesano.

## Episcopado

### Arzobispo coadjutor
Posteriormente el 18 de enero de 2013 ascendió al episcopado, cuando el papa Benedicto XVI lo nombró arzobispo coadjutor de la Arquidiócesis de Armagh.
Recibió la consagración episcopal el 21 de abril de ese mismo año, a manos del entonces cardenal-arzobispo metropolitano de Armagh, Seán Baptist Brady. Tuvo como co-consagrantes al entonces nuncio apostólico en Irlanda, Charles John Brown y al obispo auxiliar emérito de Armagh, Gerard Clifford.

### Arzobispo primado
El 8 de septiembre de 2014 fue nombrado por el papa Francisco como nuevo arzobispo metropolitano de Armagh y elegido nuevo presidente de la Conferencia Episcopal, todo esto en sustitución del cardenal Seán Baptist Brady que presentó su renuncia tras haber alcanzado el límite de edad establecido.
Al mismo tiempo pasó a ostentar los títulos de primado de Irlanda y gran prior para Irlanda de la Orden del Santo Sepulcro de Jerusalén y se convirtió en director del Consejo Nacional para la Protección de los Niños, que es el organismo establecido tras los casos de abusos sexuales a menores por parte de miembros de la iglesia católica en el país.

## Condecoraciones
| Título                                                              | Fecha                   |
| ------------------------------------------------------------------- | ----------------------- |
| Capellán de Su Santidad                                             | 18 de noviembre de 2010 |
| Gran Prior para Irlanda de la Orden del Santo Sepulcro de Jerusalén | 8 de septiembre de 2014 |